# Gösta Zimmerman
Gösta Wilhelm Otto Zimmerman, född 23 februari 1910 i Djursholm Danderyd, död 1975, var en svensk ingenjör. Han var far till Ulla Zimmerman.
Zimmerman, som var son till notarie Wilhelm Zimmerman och hans hustru Hulda Granlund, avlade studentexamen i Stockholm 1929 och utexaminerades från Kungliga Tekniska högskolan 1934. Han var ingenjör på Asea i Västerås 1935–1936, på Elektriska prövningsanstalten AB från 1936, delägare och konsulterande ingenjör vid nämnda anstalt samt chef för Elektrotekniska ingenjörsbyrån från 1942. Han var styrelseledamot i Svenska Teknologföreningen 1954–1960 och i Svenska Elverksföreningen. Han skrev artiklar i "Teknisk Tidskrift" och var medarbetare i "Elektroteknisk uppslagsbok".